# مات بايك
مات بايك (بالإنجليزية: Matt Pike)‏ هو مغني وعازف قيثارة أمريكي، ولد في 3 يونيو 1972 في دنفر في الولايات المتحدة.

## وصلات خارجية
- الموقع الرسمي
- مات بايك على موقع IMDb (الإنجليزية)
- مات بايك على موقع ميوزك برينز (الإنجليزية)
- مات بايك على موقع أول ميوزيك (الإنجليزية)
- مات بايك على موقع ديسكوغز (الإنجليزية)